# Thảm họa sân Kanjuruhan năm 2022
Thảm họa sân vận động Kanjuruhan, còn được gọi là thảm kịch Kanjuruhan (tiếng Indonesia: Tragedi Kanjuruhan), là một vụ giẫm đạp chết người xảy trong một trận đấu bóng đá ở giải bóng đá vô địch quốc gia Indonesia tại Sân vận động Kanjuruhan ở huyện Malang, tỉnh Đông Java, Indonesia vào ngày 1 tháng 10 năm 2022. Sau trận thua của đội chủ nhà Arema FC trước Persebaya Surabaya, những người ủng hộ Arema đã tràn vào sân và bạo loạn, tấn công cảnh sát, ban huấn luyện và các cầu thủ. Để đối phó, các đơn vị cảnh sát chống bạo động đã triển khai hơi cay, gây ra một vụ giẫm đạp lên người trong sân vận động cố gắng thoát khỏi ảnh hưởng của hơi cay. Một tai nạn ở lối ra sân vận động, dẫn đến việc người hâm mộ bị ngạt thở.
Con số thương vong được báo cáo thay đổi từ 180 đến 323 người. Vào ngày 4 tháng 10 năm 2022, tên của 131 nạn nhân đã được công bố. Thảm họa này là thảm họa chết người thứ hai trong lịch sử bóng đá hiệp hội trên toàn thế giới, sau thảm hoạ Estadio Nacional năm 1964 ở Peru khiến 328 người thiệt mạng. Đây cũng là nơi chết chóc nhất ở cả châu Á và Indonesia.

## Bối cảnh
Chủ nghĩa côn đồ bóng đá đã có lịch sử lâu đời ở Indonesia, với hàng chục cổ động viên bị giết từ những năm 1990. Một số câu lạc bộ cổ động viên của một số đội có cái gọi là "chỉ huy", và các đơn vị cảnh sát chống bạo động có mặt trong nhiều trận đấu với pháo sáng thường được sử dụng để giải tán đám đông bạo loạn xâm chiếm sân. Năm 2018, bạo loạn tại Kanjuruhan sau trận đấu giữa Arema FC của Malang và Persib Bandung đã dẫn đến một vụ tử vong sau khi cảnh sát chống bạo động sử dụng hơi cay để giải tán đám đông.
Mặc dù quy định 19b của FIFA quy định rằng hơi cay không được sử dụng trong sân vận động bởi quản lý sân cỏ hoặc cảnh sát, nó được sử dụng bởi các đơn vị chống bạo động của cảnh sát Indonesia để đảm bảo các trận đấu bóng đá. Các quy định của FIFA là tùy chọn khi một hiệp hội hoặc liên đoàn sắp xếp một sự kiện theo quy chế thi đấu của riêng mình. Do đó, các quy định có thể chỉ là hướng dẫn.
Arema và Persebaya Surabaya, hai câu lạc bộ đối thủ lâu đời trong trận Derby Siêu Đông Java, dự kiến sẽ chơi một trận đấu thường lệ của Liga 1 mùa giải tại Sân vận động Kanjuruhan có sức chứa 42.000 của Malang vào ngày 1 tháng 10. Do lo ngại về an ninh, cảnh sát đã yêu cầu trận đấu được tổ chức sớm hơn vào buổi chiều lúc 15:30 WIB (08:30 UTC) thay vì lúc 20:00 (13:00 UTC) và chỉ có 38.000 người, được phép phổ biến; tuy nhiên yêu cầu này đã không được các quan chức của Liga 1 và ban tổ chức trận đấu chấp nhận, và 42.000 vé đã được in ra. Tuy nhiên, theo lời khuyên của cảnh sát, vé xem trận đấu không được cung cấp cho những người ủng hộ Persebaya.

## Thảm họa
Trong suốt trận đấu, tình hình an ninh diễn ra suôn sẻ và không có sự cố lớn. Sau khi kết thúc trận đấu, trong đó Persebaya đánh bại Arema FC 3–2, hai khán giả đã vào sân để chụp ảnh với các cầu thủ Arema; điều này đã kích hoạt những người ủng hộ khác tiến vào khu vực thực địa.  Khoảng 3.000 người ủng hộ Arema FC, biệt danh Aremania, đã xâm nhập sân. Họ phân tán khắp sân để tìm kiếm các cầu thủ và quan chức của đội mình, yêu cầu họ giải thích về thất bại "sau 23 năm bất bại trên sân nhà" trước đối thủ Persebaya. Các quan chức an ninh và cảnh sát đã cố gắng chuyển hướng nhiều Aremania ra khỏi sân, nhưng vô ích. Sau đó, Aremania tiếp tục ném đồ vật, làm hư hại xe cảnh sát và gây cháy trong sân vận động,
 buộc các cầu thủ của Persebaya phải lao vào nấp bên trong phòng thay đồ và sau đó lại được đưa vào các tàu chở quân bọc thép của cảnh sát trong một giờ trước khi họ có thể rời khỏi sân vận động.
Sau một "biện pháp ngăn chặn" thất bại, cảnh sát bắt đầu sử dụng hơi cay trong nỗ lực giải tán những kẻ bạo loạn trên sân, nhưng cảnh sát cũng bắn hơi cay về phía khán đài; khán đài 12, 14, khán đài nam và bắc đã bị nhắm mục tiêu,

 ảnh hưởng đến Aremania xâm chiếm sân và những người khác ở đó, khiến Aremania chạy điên cuồng tìm điểm thoát duy nhất (cổng 12 , cổng 13 và cổng 14) để tránh hơi cay nhưng tất cả các cổng đều bị khóa (hầu hết các nạn nhân được tìm thấy ở cổng 13), dẫn đến đám đông đè bẹp và ngạt thở. Hơi cay cũng được bắn bên ngoài sân vận động. Cảnh sát nói rằng mười xe cảnh sát và ba xe tư nhân đã bị phá hủy bởi Aremania.
Ngay sau cuộc bạo động, tiền sảnh và phòng thay đồ của các cầu thủ đã được sử dụng làm trụ sơ tán tạm thời, với các cầu thủ Arema FC và các quan chức giúp sơ tán các nạn nhân vẫn còn trong sân vận động. Các nạn nhân đã được đưa đến bệnh viện bằng xe cứu thương và xe tải của Quân đội Indonesia. Nhiều người chết trên đường đến hoặc trong quá trình điều trị.

## Thương vong
Emil Dardak, Phó Thống đốc Đông Java, tuyên bố rằng 131 người đã thiệt mạng trong vụ việc, theo các nguồn tin từ Văn phòng Y tế huyện Malang và thành phố Malang. Aremania bác bỏ con số chính thức, cho rằng hơn 200 người có thể bị giết vì một số thi thể được trả về gia đình họ ngay lập tức thay vì được vận chuyển đến bệnh viện. Trong số các thương vong được xác nhận từ báo cáo của cảnh sát có ít nhất 125 người ủng hộ Arema FC và 2 cảnh sát. Trẻ vị thành niên, chủ yếu từ 12 đến 17 tuổi, cũng nằm trong số thương vong, với 17 người chết và 7 người bị thương. Con số dự kiến sẽ tăng lên do một số nạn nhân được điều trị đã "xấu đi".
 Trong số những người thiệt mạng, 34 người thiệt mạng trong sân vận động, trong khi những người còn lại chết trong khi được điều trị y tế. Con số thương vong được báo cáo dao động trong khoảng 180 đến 310. Vào ngày 4 tháng 10 năm 2022, danh tính của 131 nạn nhân đã được công bố.
Sau cuộc họp với các quan chức khác nhau của chính quyền khu vực Malang và Đông Java, Bộ trưởng Điều phối các vấn đề văn hóa và phát triển con người Muhadjir Effendy đã thông báo rằng "con số thương vong cuối cùng, đã được xác minh bởi tất cả các bên liên quan, bao gồm cả Cảnh sát và ban tổ chức, là 448 người thương vong ". Muhadjir cho biết thêm, trong số 448 người thương vong, 125 người chết, 302 người bị thương nhẹ và 21 người bị thương nặng. Con số thương vong này được tranh chấp bởi tổ chức nhân quyền KontraS.
Theo con số chính thức cập nhật ngày 24 tháng 10, 135 người thiệt mạng, trong đó nạn nhân nhỏ tuổi nhất mới chỉ 3 tuổi.
| Độ tuổi nạn nhân | Tổng |
| ---------------- | ---- |
| 0–9              | 1    |
| 10–19            | 71   |
| 20–29            | 50   |
| 30–39            | 9    |
| 40–49            | 4    |
| Tổng             | 135  |

Chính quyền thành phố Malang đã chi trả chi phí điều trị y tế cho các nạn nhân. Bệnh viện Khu vực Kepanjen và Bệnh viện Wava được báo cáo là có đầy đủ nạn nhân của thảm họa, dẫn đến một số người được gửi đến các bệnh viện khác xung quanh thành phố.
Thảm họa này là thảm họa chết người thứ hai trong lịch sử bóng đá hiệp hội trên toàn thế giới, sau thảm họa Estadio Nacional năm 1964 ở Peru khiến 328 người thiệt mạng. Nó cũng là nơi chết chóc nhất ở cả châu Á và Indonesia.

## Điều tra
Ủy ban Nhân quyền Quốc gia Indonesia có kế hoạch điều tra vụ việc và việc sử dụng hơi cay của cảnh sát. Mặc dù các quy định của FIFA nói rằng hơi cay không được sử dụng trong các sân vận động, nhưng cảnh sát trưởng khu vực đã bảo vệ việc sử dụng nó, viện dẫn những mối đe dọa do những kẻ bạo loạn gây ra cho các cầu thủ và quan chức của đội. Tuy nhiên, cảnh sát cũng tuyên bố rằng họ sẽ đánh giá việc sử dụng hơi cay. Các nhà điều tra cũng đang xem xét vai trò của 18 cảnh sát đã vận hành vụ phóng hơi cay.
Vào ngày 3 tháng 10 năm 2022, một nhóm tìm hiểu thực tế chung, đứng đầu là Bộ trưởng Điều phối các Vấn đề Chính trị, Pháp lý và An ninh Mahfud MD và Bộ trưởng Thanh niên và Thể thao Zainudin Amali, đã được thành lập. Không có thành viên nào của Liên đoàn bóng đá Indonesia tham gia nhóm tìm hiểu thực tế.

## Hợp pháp
Sau vụ việc, đã có các cuộc gọi từ Viện Nghiên cứu Chiến lược và An ninh (ISESS), một tổ chức tư vấn về an ninh và quốc phòng Indonesia và Cơ quan Giám sát Cảnh sát Indonesia (IPW) yêu cầu cách chức cảnh sát trưởng Malang, Ủy viên phụ tá Ferli Hidayat. ISESS cũng yêu cầu cách chức Tổng thanh tra cảnh sát Đông Java Nico Afinta, trong khi IPW yêu cầu Afinta đưa những người tổ chức trận đấu ra xét xử.
Ủy ban kỷ luật PSSI đã đưa ra án phạt cấm tham gia các hoạt động bóng đá suốt đời đối với Chủ tịch ban tổ chức trận đấu Arema FC, Abdul Haris và nhân viên an ninh Arema, Suko Sutrisno. Ngoài ra, Arema còn bị phạt 250 triệu đồng và Arema bị cấm tổ chức các trận đấu có khán giả trên sân nhà. Trận đấu phải được tổ chức ở nơi xa sân nhà Malang, cách địa điểm tới 250 km.

## Hậu quả
Hậu quả của vụ việc, tất cả các trận đấu ở Liga 1 và Liga 2 đều bị tạm dừng trong 2 tuần. Liên đoàn bóng đá Indonesia đã xin lỗi về vụ việc và thông báo cấm thi đấu trên sân nhà đối với Arema trong phần còn lại của mùa giải. Tổng thống Joko Widodo sau đó đã chỉ thị cho hiệp hội đình chỉ tất cả các trận đấu ở Liga 1 cho đến khi tất cả "đánh giá cải thiện các thủ tục an ninh" được thực hiện. Liên đoàn bóng đá Indonesia cũng cho biết quyết định tiếp tục tổ chức trận đấu của PT Liga Indonesia Baru, đơn vị tổ chức trận đấu, đã được thống nhất với các bên liên quan khác của bóng đá tại Indonesia.
Vào ngày 3 tháng 10 năm 2022, hai ngày sau khi vụ việc xảy ra, Cảnh sát trưởng Quốc gia Indonesia Listyo Prabowo đã cách chức Giám đốc Cảnh sát Malang, Giám đốc Cảnh sát Phụ tá Ferli Hidayat khỏi nhiệm vụ của mình. Chín sĩ quan từ Quân đoàn Lữ đoàn Cơ động Đông Java cũng bị cách chức.
Cũng vào ngày 3 tháng 10 năm 2022, PSSI thông báo rằng các trận đấu bảng B Vòng loại Cúp bóng đá U-17 châu Á 2023, được tổ chức tại Indonesia, sẽ diễn ra trên sân không khán giả bắt đầu từ đêm đó.
Vào ngày 4 tháng 10 năm 2022, một sĩ quan cảnh sát đã bị tạm giữ trong 21 ngày vì sử dụng tài khoản Twitter chính thức của cảnh sát Srandakan với dòng tweet "Chết đi!" và "Chào những người lính! Hãy tiêu diệt chúng!" trước việc cư dân mạng Indonesia bàn luận về việc sử dụng hơi cay trong vụ việc.
Sau khi vụ việc xảy ra, một đoạn video quay cảnh binh sĩ Indonesia đánh và đá vào những người ủng hộ Arema đã nổi lên. Tư lệnh Lực lượng Vũ trang Quốc gia Indonesia Andika Perkasa hứa rằng hành động này không được coi là hành động tự vệ và những binh sĩ liên quan sẽ bị buộc tội trước pháp luật hình sự.
Thống đốc Đông Java Khofifah Indar Parawansa thông báo chính phủ Đông Java sẽ bồi thường tài chính cho thân nhân của các nạn nhân. Mỗi người thân của người đã khuất sẽ nhận được 10 triệu Rp (698,9 USD), trong khi những nạn nhân bị thương sẽ nhận được 5 triệu rupiah (349,45 USD). Vào ngày 4 tháng 10 năm 2022, Widodo thông báo cung cấp khoản bồi thường tài chính bổ sung trị giá 50 triệu rupiah (3495 USD) từ chính phủ trung ương cho người thân của mỗi người quá cố.
Phó Chủ tịch Ủy ban III của DPR-RI Ahmad Sahroni lên án hành động của các sĩ quan ném hơi cay vào khán đài chật kín người. Theo ông, việc sử dụng hơi cay trong các sân vận động bị FIFA cấm và không có trong quy trình vận hành tiêu chuẩn để đảm bảo an ninh cho các trận đấu bóng đá. Sahroni đã yêu cầu Cảnh sát trưởng Quốc gia, Tướng Listyo Sigit Prabowo có hành động kiên quyết đối với các sĩ quan chịu trách nhiệm về việc sử dụng hơi cay.